# ギュルデニズ・オナル
ギュルデニズ・オナル（Güldeniz Önal Pasaoglu、1986年3月25日 - ）は、トルコの女子バレーボール選手。トルコ代表。表記ゆれでギュルデニズ・エナルの表記も見られる。

## 来歴
2005年、トルコ代表に初選出される。同年9月にクロアチアで行われた欧州選手権にて代表デビューした。2011年の欧州選手権では銅メダルを獲得した。
2012年、ワールドグランプリで銅メダルを獲得したが、ロンドンオリンピックのメンバーからは外れた。
所属するワクフバンクでは2010-11シーズンにて欧州チャンピオンズリーグで優勝を果たした。2012-13シーズンは木村沙織とチームメイトであった。同シーズンにて、欧州チャンピオンズリーグ、トルコリーグ、トルコカップにて3冠を果たした。

## 球歴
- 世界選手権 - 2014年
- ワールドグランプリ - 2012年、2013年、2014年、2015年、2016年
- 欧州選手権 - 2005年、2011年、2013年、2015年

## 所属クラブ
- İller Bankası（2003-2008年）
- ワクフバンク（2008-2015年）
- ガラタサライ（2015-2017年）
- エジザージュバシュ（2017-2019年）
- ガラタサライ（2019-2021年）
- Aydın Büyükşehir Belediyespor（2021-2022年）
- Çukurova Belediyesi SK（2022-2023年）
- Zeren SK（2023-2024年）
- クゼイボル（2024年-）